# Weißdorf
Weißdorf – miejscowość i gmina w Niemczech, w kraju związkowym Bawaria, w rejencji Górna Frankonia, w regionie Oberfranken-Ost, w powiecie Hof, wchodzi w skład wspólnoty administracyjnej Sparneck. Leży w Smreczanach, nad Soławą, przy  drodze B289 i linii kolejowej Norymberga - Drezno.
Gmina położona jest 15 km na południe od Hof i 32 km na północny wschód od Bayreuth.

## Dzielnice
W skład gminy wchodzą następujące dzielnice: 
- Albertsreuth
- Bärlas
- Benk
- Bug
- Oppenroth
- Weißdorf
- Wulmersreuth

## Demografia
| Rok  | Liczba mieszk. |
| ---- | -------------- |
| 1970 | 1468           |
| 1987 | 1256           |
| 2000 | 1421           |
| 2006 | 1292           |

## Polityka
Wójtem jest Karl Baier. Rada gminy składa się z 12 członków:
|      | SPD/Niezrzeszeni | Ponadpartyjny Związek Wyborców | Razem     |
| 2002 | 4                | 8                              | 12 miejsc |

### Współpraca
Miejscowość partnerska:
- Werda, Saksonia

## Zabytki i atrakcje
- późnogotycki kościół halowy pw. św Marii (St. Maria) z 1480
- zamek wodny
- ruiny zamku Uprode

## Oświata
W gminie znajduje się przedszkole ewangelickie i szkoła podstawowa.